# H.W.F. Saggs
Henry William Frederick Saggs, född 2 december 1920 i Essex, död 31 augusti 2005 i Long Melford, var en brittisk assyriolog som halva sitt liv studerade de forntida assyrierna och babylonierna.